# Gendarm Möbius
Gendarm Möbius è un film muto del 1913 diretto da Stellan Rye.

## Produzione
Il film fu prodotto dalla Deutsche Bioscop GmbH.
Venne girato nei Bioscop-Atelier di Neubabelsberg, a Potsdam.

## Distribuzione
Uscì nelle sale cinematografiche tedesche dopo essere stato presentato in prima a Berlino nel giugno 1914.
Non si conoscono copie complete ancora esistenti della pellicola, tranne una, mancante del primo rullo, conservata in Giappone.